# Chevrolet Agile
O Agile é um automóvel que foi produzido pela Chevrolet de 2009 até 2016. Primeiro integrante da Família Viva, é um hatch compacto lançado em outubro de 2009 no Brasil, já como modelo 2010. O projeto, iniciado em 2005, para substituir o Chevrolet Corsa e recebeu diversos componentes mecânicos de Chevrolet Celta e Chevrolet Corsa B (de 1994).
Seu motor é o 1.4 8V Econo.Flex. Era apontado pela Chevrolet como um carro voltado ao público jovem.
O modelo era produzido na fábrica de Rosário, Argentina. O principal objetivo do carro, segundo a empresa, foi de renovar a sua linha de compactos e enfrentar o Volkswagen Fox. 
Em seu comercial veiculado no lançamento, narravam-se fatos ocorridos desde os anos 1980 até 2009, mostrando a seguir o Agile.
O modelo foi descontinuado no final de 2016, e último Agile deixou a linha de produção no dia 23 de dezembro do mesmo ano.
No total, 347.054 unidades foram produzidas.

## Versões[4]
- LT
- LTZ

## Motorização[1]
- 1.4 8V Econo.Flex

## Câmbio[1]
- Manual de 5 Velocidades
- Automatizado de 5 Velocidades Sequenciais EasyTronic Geração II (opcional na versão LTZ a partir de 2013)[5]

## Interior[1]
Na versão LTZ, o Agile possui como itens de série: o ar-condicionado, volante com regulagem de altura, acendimento automático de faróis, computador de bordo com 7 funções e um painel de instrumentos completo e entusiasta, inspirado nos consoles de aeronaves tipo caça.

## Exterior
Foi baseado no projeto GPiX. Robusto e com uma elevação do chão maior do que concorrentes, possui boa estabilidade e agilidade devido seu design. Sua frente é imponente e leva a algumas críticas de público sobre sua proporção, grades e faróis, mas que remete a frente da Chevrolet Malibu. As laterais são suaves e com belos contornos.

## Especificações Técnicas[4]

### Dimensões
- Comprimento total: 4063 milímetros
- Largura: 1918 mm (com espelhos) 1,683 milímetros (sem espelhos)
- Distância entre eixos 2543 mm
- Kerb Alto 1591 mm (com a bagagem), 1549 mm (sem rack)
- apuramento Kerb: 130 mm
- capacidade do tanque de combustível: 54 litros
- Tronco para a borda do assento traseiro: 327 mm

### Motor e transmissão
- Combustível: Gasolina/álcool
- Deslocamento: 1398 cm³
- Potência máxima: 92 cv às 6000 RPM
- Torque máximo: 120 Nm às 3200 RPM
- Alimentação: Injeção multiponto eletrônico (MPFI)
- Acelerador eletrônico
- Transmissão: manual de 5 velocidades ou automatizado de 5 velocidades

### Desempenho
- A velocidade máxima: 165 kmh
- 0–100 km / h: 13,9 seg.
- Consumo médio: 8,6 lts./100 km

### Suspensão e freios
- Frente: tipo de suspensão MacPherson com freios a disco ventilados
- Traseira: Tipo de suspensão bar rolido com travões de tambor.

### Segurança
- airbags frontais duplos
- Freios com ABS e distribuição eletrônica de frenagem
- cintos de inércia de ajuste da altura de três pontos frente
- Aviso cinto de posicionamento de segurança do condutor
- coluna de direcção retráctil
- luzes de advertência
- faróis de nevoeiro
- imobilizador de motor
- luz do freio
- alarme contra roubos

## Cronologia de Produção
- 2009 - Início de importação de Rosário na Argentina (outubro)[4]
- 2009 - Kits de personalização Sunny e Sport (dezembro)[6]
- 2009 - Versão básica LT, sem ar-condicionado, travas e vidros elétricos (dezembro)[4]
- 2011 - Série especial Rico, exclusiva para o estado do Rio de Janeiro (fevereiro)[4]
- 2011 - Série especial Wi-Fi, limitada em 1.000 unidades, baseada na versão LTZ e com conexão a internet (novembro)[4]
- 2012 - Câmbio automatizado Easytronic na versão LTZ (Novembro)[7]
- 2014 - Fim de importação no Brasil[8] (setembro)

## Premiações
- Foi vencedor do concurso Carro Universitário do Ano 2009[9]
- Foi premiado o carro do ano 2010[10]